# Rumeguș

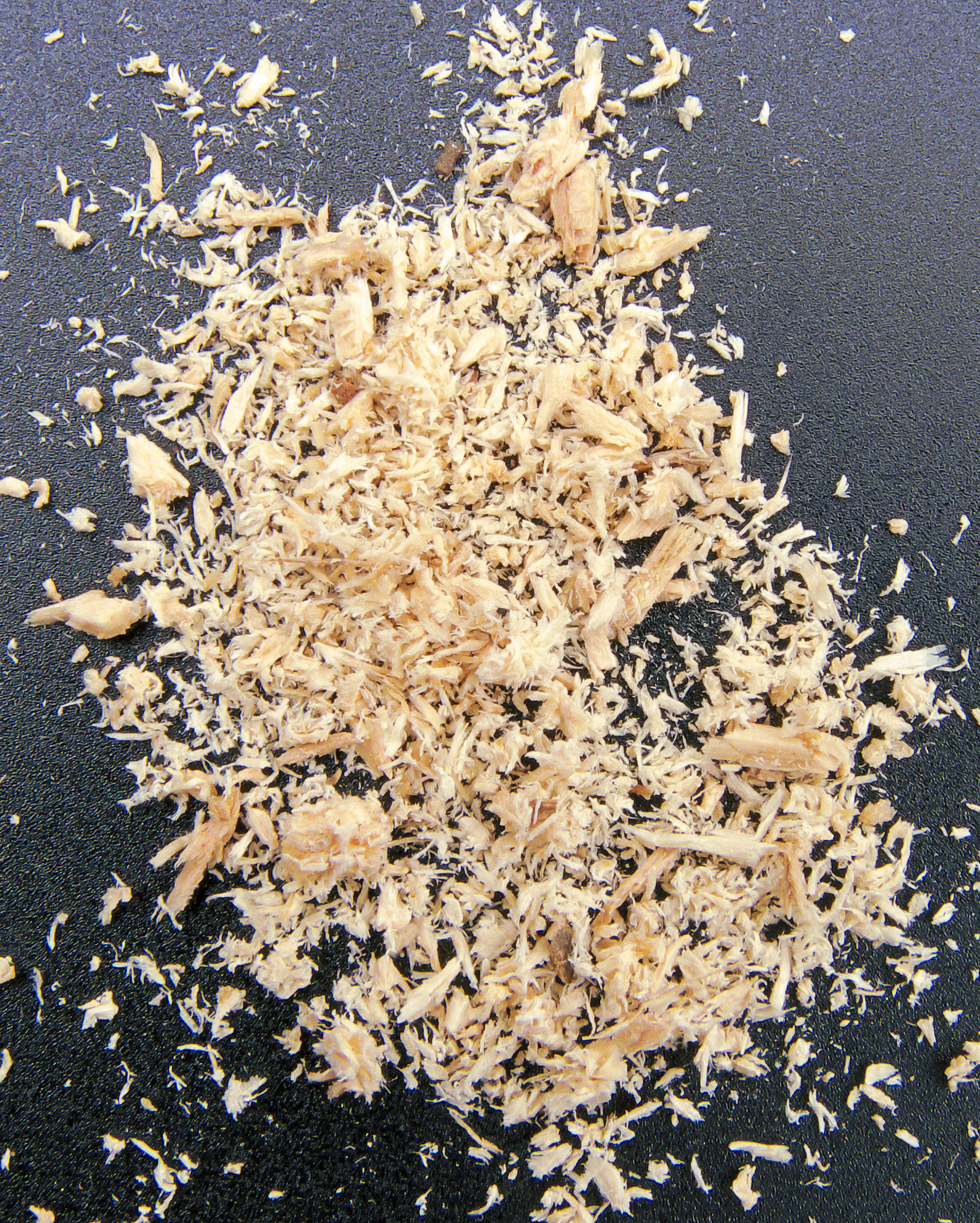
Rumeguș

Rumegușul este format din deșeuri de lemn în formă de așchii mărunte, rezultate din procesul de tăiere a lemnului cu fierăstrăul. Este întrebuințat ca materie combustibilă, izolator termic etc.